# Cebu-szigeti héjabagoly
A cebu-szigeti héjabagoly (Ninox rumseyi) a madarak (Aves) osztályának bagolyalakúak (Strigiformes) rendjébe, ezen belül a bagolyfélék (Strigidae) családjába tartozó faj.

## Rendszertana
Korábban úgy vélték, hogy a fülöp-szigeteki héjabagoly (Ninox philippensis) egyik alfaja, azonban 2012 közepetájékán Pamela Cecile Rasmussen amerikai ornitológusnő és társai, kutatások során rájöttek, hogy valójában egy külön, önálló bagolyfajról van szó.
A holotípus egy tojó, melyet 1888. március 17-én gyűjtöttek be és a BMNH 1955.6.N.20.4747 tároló számot kapta.

## Előfordulása
A cebu-szigeti héjabagoly a Fülöp-szigetek egyik endemikus madara. Elterjedése kizárólag a Cebu-szigetre korlátozódik.

## Megjelenése
Ennek a bagolyfajnak nincsenek „fülei”, azaz hiányoznak nála a fülnek tűnő felemelkedő tollak. A hím és tojó között alig van nemi kétalakúság.

## Életmódja
A trópusi és szubtrópusi esőerdők lakója. Habár általában 1000 méteres tengerszint feletti magasság alatt él, 1800 méteres magasságban is megtalálták.

## Szaporodása
A költési időszaka február környékén van. Fészkét faodvakba rakja.

## Fordítás
- Ez a szócikk részben vagy egészben  a   Cebu hawk-owl című angol Wikipédia-szócikk ezen változatának fordításán alapul.  Az eredeti cikk szerkesztőit annak laptörténete sorolja fel. Ez a jelzés csupán a megfogalmazás eredetét és a szerzői jogokat jelzi, nem szolgál a cikkben szereplő információk forrásmegjelöléseként.